# انتخابات سراسری ژاپن (۲۰۲۱)
انتخابات سراسری ژاپن (انگلیسی: 2021 Japanese general election) در ۳۱ اکتبر ۲۰۲۱ برگزار شد، براساس قانون اساسی ژاپن. رای‌گیری در همه حوزه‌های انتخابیه به منظور انتخاب اعضای مجلس نمایندگان (ژاپن)، مجلس سفلا از دایت ملی انجام گردید. از آنجایی که قانون اساسی هیئت دولت ژاپن را ملزم به استعفای کابینه (هیئت دولت ژاپن) می‌کند، که در اولین جلسه برگزاری دایت ملی پس از انتخابات اجرا می‌شود، در این انتخابات در دایت ملی انتخاب جدید نخست‌وزیر نیز انجام خواهد گرفت. در انتصاب کابینه جدید ممکن است وزیران دوباره منصوب شوند. این انتخابات اولین انتخابات عمومی در دوره ریوا به‌شمار می‌رود.
حزب لیبرال دموکرات (ژاپن)، به رهبری نخست‌وزیر جدید فومیو کیشیدا، با وجود از دست دادن کرسی‌ها، اکثریت مجلس را حفظ کرد.